# ÖStB
ÖStB — паротяг типу Engerth, що використовувався на приватних і державних залізницях Австро-Угорської імперії.

## Історія
Для Ц.к. Східної державної залізниці (ÖStB) було куплено 6 паротягів Wiener Neustädter Lokomotivfabrik (1855), що отримали назви WIELICZKA, BOCHNIA, WADOWICE, ZATOR, JAWORZNO, BESKID.
Залізниця 1858 стала державною, після чого частину колії передали Північній залізниці імені імператора Фердинанда (KFNB) і Галицькій залізниці імені Карла Людвіга (CLB), куди передали рухомий склад. Паротяги WADOWICE, JAWORZNO модернізували 1860 на фабриці Wiener Neustädter. Ще два паротяги списали (1861, 1864). Модернізовані паротяги отримали позначення CLB 71, CLB 72. На 1870 їх віднесли до серії CLB IIId і незабаром вилучили з рухомого складу.

## Технічні дані паротяга ÖStB
|                            |                                   |
| Розміри                    | Параметри                         |
| Роки випуску               | 1855                              |
| Країна-виробник            | Австро-Угорська імперія           |
| Завод-виробник             | Wiener Neustädter Lokomotivfabrik |
| Ширина колії               | 1435 mm                           |
| Тип                        | C2 n2st                           |
| Кількість циліндрів        | 2                                 |
| Діаметр циліндрів          | 461 мм                            |
| Хід поршня                 | 579 мм                            |
| Діаметр рушійних коліс     | 1264 мм                           |
| Загальна колісна база      | 6666 мм                           |
| Тиск пари                  | 5,66 атм.                         |
| Випаровуюча поверхня котла | 117,5 м²                          |
| Довжина труб котла         | 4741 мм                           |